# Parascalida fusca
Parascalida fusca är en kackerlacksart som beskrevs av Hanitsch 1936. Parascalida fusca ingår i släktet Parascalida och familjen småkackerlackor. Inga underarter finns listade i Catalogue of Life.